# Ottelmannshausen

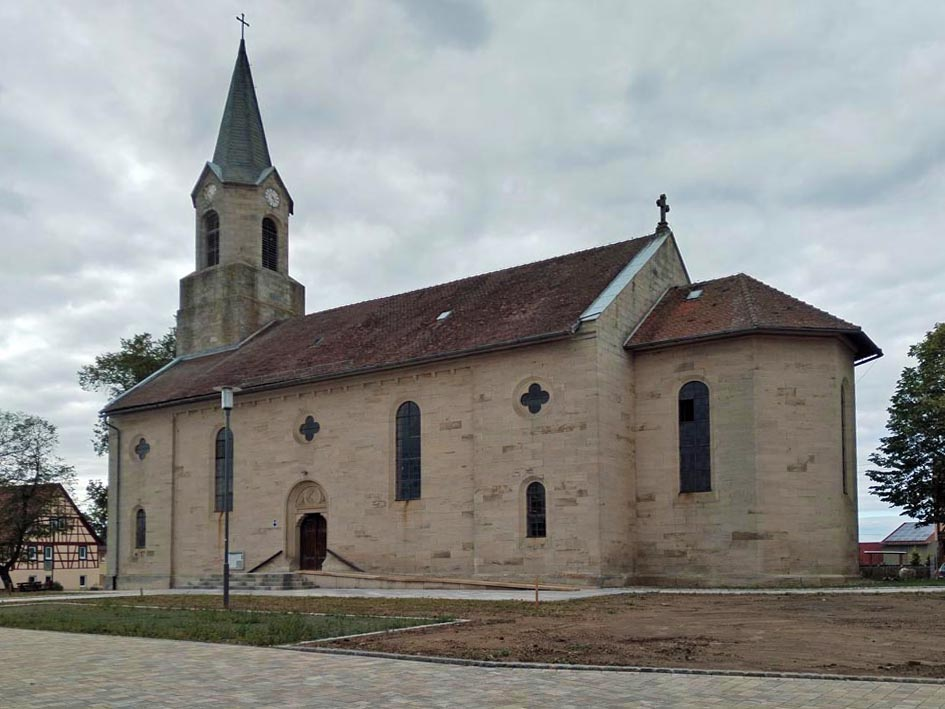
St. Laurentius 2022

Ottelmannshausen ist ein Gemeindeteil der Gemeinde Herbstadt im unterfränkischen Landkreis Rhön-Grabfeld in Bayern.

## Geografie
Das Kirchdorf liegt im unterfränkischen Teil des Grabfelds, etwa 1,5 km westlich von Herbstadt.

## Geschichte
800 schenkte die Äbtissin Emhilt von Milz dem Kloster Fulda Güter in „Othelmeshus“ (bei den Häusern des Othelm). 860 tagte in Ottelmannshausen ein „Convent wider die Räuberey“. 1058 fand in Ottelmannshausen ein Fürstentag statt, der in die Geschichte einging. Hintergrund dieser Zusammenkunft war die Rivalität zwischen den Bistümern Bamberg und Würzburg.
1476 wurde von einer „Wüstung Ottelmeshausen“ berichtet. 1522 entstand der älteste heute noch vorhandene Bauteil des Dörfleshof bei Ottelmannshausen, der sich einstmals im Besitz des hennebergischen Hausklosters Veßra befand. Mit dem Aussterben der Grafen von Henneberg 1583 kam der stattliche Hof mit Ottelmannshausen durch den Schleusinger Vertrag 1586 im Tausch an das Hochstift Würzburg und wurde dem Amt Königshofen angegliedert. Ab 1500 lag der Ort im Fränkischen Reichskreis. 1608 wurde mitgeteilt: „Ottelmannshausen oder S. Laurentzenberg ist vordem eine Wüstung gewesen.“
1803 wurde der Ort zugunsten Bayerns säkularisiert, dann im Frieden von Preßburg 1805 Erzherzog Ferdinand von Toskana zur Bildung des Großherzogtums Würzburg überlassen, mit welchem es 1814 endgültig an Bayern fiel. Im Zuge der Verwaltungsreformen in Bayern entstand mit dem Gemeindeedikt von 1818 die heutige Gemeinde.
1956 wurde ein „Haus der Bäuerin“ erstellt. Am 1. Januar 1978 wurde Ottelmannshausen im Zuge der Gebietsreform in Bayern in die Gemeinde Herbstadt eingegliedert.

## Kultur und Sehenswürdigkeiten

### Religionen

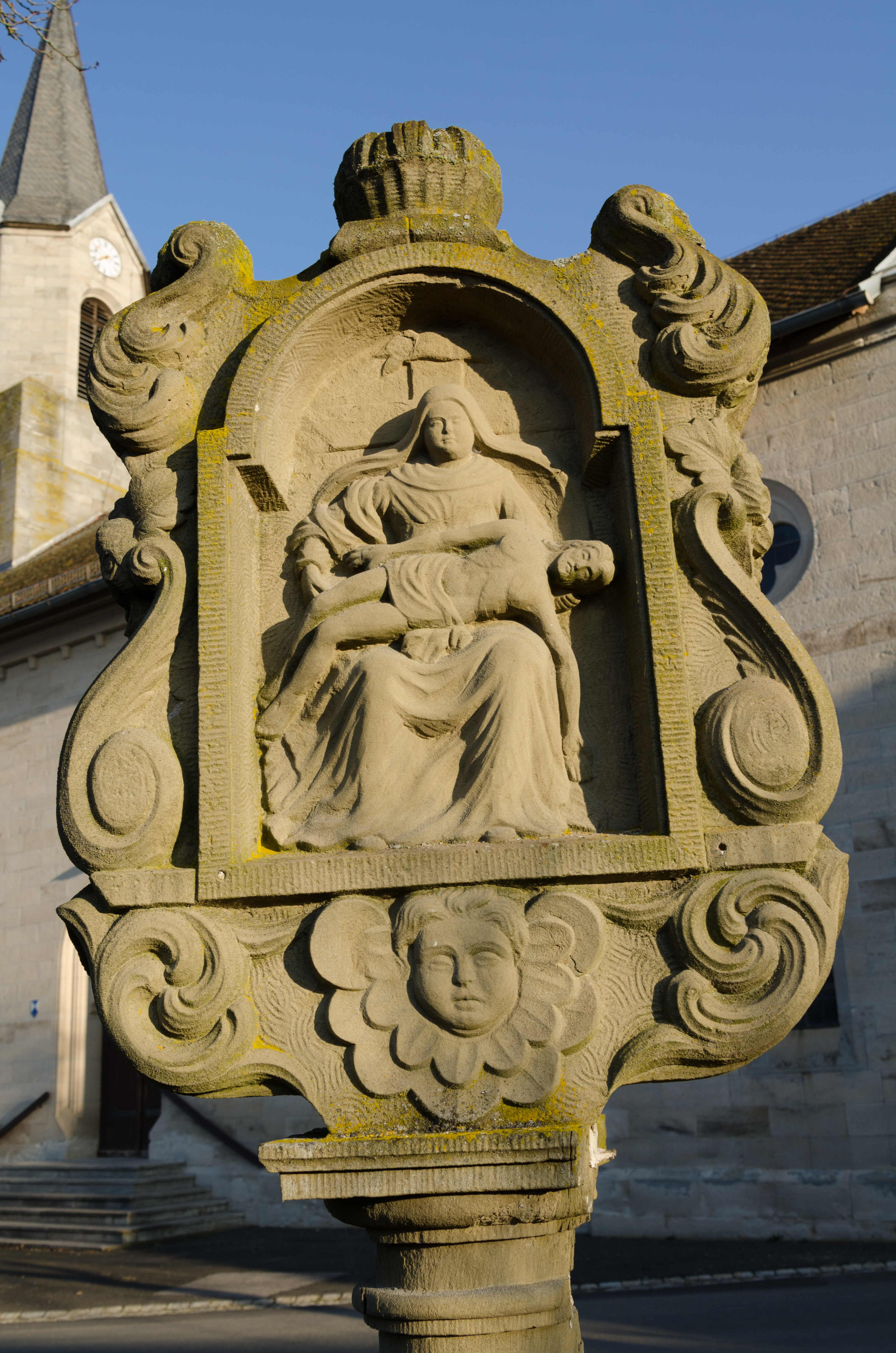
Bildstock am Dorfplatz

1849 wurde eine neue, dem heiligen Laurentius geweihte Kirche errichtet. Deren Vorgängerbau wurde schon 1611 als sehr alt bezeichnet.

### Baudenkmäler
→ Liste der Baudenkmäler in Herbstadt#Ottelmannshausen

## Persönlichkeiten
- Hermann Dürbeck (1928–1982), Politiker
- Robert Ebner (1940–2008), Religionspädagoge und Religionshistoriker